# تياس (لاس بالماس)
بلدية تياس (بالإسبانية: Tías) هي بلدية تقع في مقاطعة لاس بالماس التابعة لمنطقة جزر الكناري جنوب غرب إسبانيا.

## الديموغرافيا
بلغ عدد سكان بلدية تياس 20.102 نسمة عام 2011 (وفقاً للمعهد الوطني للإحصاء الإسباني).
| 10.096 | 12.684 | 15.230 | 16.850 | 18.263 | 19.849 | 20.102 |

## توأمة
لتياس (لاس بالماس) اتفاقيات توأمة مع:
- أديخي